# Gorgó
Gorgó byla spartská královna, žena významného spartského krále Leónida I., proslulého zejména jako vůdce řeckých vojsk v bitvě u Thermopyl. Jedná se o jednu z mála ženských postav řeckých dějin, kterou dějepisec Hérodotos zmiňuje jménem.
Gorgónin původ byl rovněž královský, poněvadž byla dcerou a jediným známým potomkem Leónidova polorodého bratra, krále Kleomena I. Leónidás se s Gorgónou oženil pravděpodobně před rokem 490 př. n. l., tedy před Kleomenovou smrtí roku 489 př. n. l. Gorgó Leónidovi porodila syna jménem Pleistarchos, jenž se později stal Leónidovým nástupcem. Manželkou krále byla přibližně následující dekádu. 
Navzdory tomu, že jako žena měla ve spartské společnosti jen omezený vliv na dění, sehrála poměrně zásadní roli během Dareoiovi invaze do Řecka roku 480 př. n. l. Podle Hérodota bývalý spartský král Démaratos, pobývající v té době v exilu na perském dvoře, 
zaslal Sparťanům varování před schylující se invazí. Aby zabránil vyzrazení, napsal svou zprávu na dřevěnou tabulku a následně písmo překryl voskem. Sparťané nevěděli, co si s na první pohled prázdnou tabulkou počít, dokud jim Gorgó neporadila setřit vosk na povrchu, čímž byla vyjevena zpráva pod ním. 
Vědoma si nevyhnutelnosti smrti svého muže v nadcházející bitvě, zeptala se Gorgó podle Plútarcha před odchodem spartských vojáků k Thermopylám Leónida na to, jak má postupovat. Král jí údajně odpověděl, aby si vzala muže, jenž se k ní bude dobře chovat, dala mu děti a žila dobrý život.